# Delias rosamontana
Delias rosamontana is een vlindersoort uit de familie van de Pieridae (witjes), onderfamilie Pierinae.
Delias rosamontana werd in 1955 beschreven door Roepke.